# Her Loss
| Совокупная оценка | Совокупная оценка |
| Источник          | Оценка            |
| ----------------- | ----------------- |
| Metacritic        | 61/100            |
| Оценки критиков   |                   |
| Источник          | Оценка            |
| Clash             | 6/10              |
| Exclaim!          | 8/10              |
| NME               | [ 4 ]             |
| Pitchfork         | 6.4/10            |
| RapReviews        | 6.5/10            |
| Slant Magazine    | [ 7 ]             |

Her Loss — совместный студийный альбом американских рэперов Дрейка и 21 Savage, вышедший 4 ноября 2022 года на лейблах OVO, Republic, Slaughter Gang и Epic. На пластинке присутствует единственное гостевое участие от Трэвиса Скотта.

## Продвижение
17 июня 2022 года Дрейк выпустил трек «Jimmy Cooks» при участии 21 Savage в качестве последнего трека своего седьмого студийного альбома Honestly, Nevermind. Песня дебютировала на первом месте в чарте Billboard Hot 100.
19 октября Дрейк выступил в качестве неожиданного гостя на одном из концертов 21 Savage в Атланте. 21 октября Обри объявил, что музыкальное видео на трек «Jimmy Cooks» будет выпущено в 30-й день рождения 21 Savage. В музыкальном видео на отметке 1:25 песня прерывается и появляется текст: «Her Loss — album by Drake and 21 Savage — October 28, 2022» (с англ. — «Her Loss — альбом Дрейка и 21 Savage — 28 октября 2022»). Затем выход альбома был подтверждён лейблами OVO и Republic в социальных сетях.
26 октября Дрейк объявил, что альбом был отложен до 4 ноября 2022 года из-за того, что музыкальный продюсер OVO 40 заразился COVID-19 в процессе мастеринга альбома. 2 ноября официальная обложка была размещена рэперами в своих аккаунтах Instagram. Трек-лист был обнародован на следующий день.

## Обложка
На обложке изображена танцовщица из Хьюстона Ки Ясука, более известная как Suki Baby. Фотография была сделана Пэрис Аден в 2019 году. Рэпер Lil Yachty (он также спродюсировал 4 трека с альбома) обнаружил фотографию и предложил её в качестве обложки альбома.

## Конфликты
Дрейк раскритиковал нескольких знаменитостей на альбоме, лирика получила широкое освещение и негативную реакцию в СМИ. Строки «Эта сука лжёт о стрельбе, но она всё ещё жеребец / Она даже не понимает шутки, но всё ещё улыбается» (с англ. — «This bitch lie 'bout gettin' shots but she still a stallion / She don't even get the joke, but she still smilin'») в «Circo Loco», по-видимому, отсылают к Megan Thee Stallion. Дрейк утверждает, что исполнительница лгала о том, что рэпер Tory Lanez стрелял в неё. Lil Yachty утверждает, что эта фраза была не о ней. Megan Thee Stallion написала в Twitter: «С каких это пор это круто шутить о том, что в женщин стреляют ! Вы готовы бойкотировать обувь и одежду, но собака набрасывается на чернокожую женщину, когда она говорит, что один из ваших друзей издевался над ней».
В «Middle of the Ocean» Дрейк диссит теннисистку Серену Уильямс и её мужа, предпринимателя Алексиса Оганяна, сказав: «Клянусь, вы даже не имеете в виду то, что вы все говорите, как будто дублируете фильм / Боковая панель, Серена, ваш муж поклонник / Он утверждает, что у нас нет проблем / Мы можем заглянуть к ним по желанию, как Suzuki» (с англ. — «I swear you don't even mean what y'all say like y'all dubbin' a movie / Sidebar, Serena, your husband a groupie / He claim we don't got a problem / We might pop up on 'em at will like Suzuki»). Оганян написал в Twitter: «Причина, по которой я продолжаю побеждать, заключается в том, что я неустанно стремлюсь быть лучшим во всём, что я делаю, в том числе быть лучшим поклонником моей жены и дочери».

## Список композиций
| №                   | Название                                        | Автор(ы) | Продюсер(ы)                                                                                              | Длительность |
| ------------------- | ----------------------------------------------- | --- | --- | ------------ |
| 1.                  | «Rich Flex»                                     | Aubrey Graham Shéyaa Bin Abraham-Joseph Anderson Hernandez Brytavious Chambers Michael Mulé Isaac De Boni Jahmal Gwin Megan Pete Bobby Session Jr. Anthony White Clifford Harris Jr. Aldrin Davis C. Bernstein G. Hayes | Vinylz Tay Keith FnZ [a] BoogzDaBeast [a]                                                                | 3:59         |
| 2.                  | «Major Distribution»                            | Graham Abraham-Joseph Miles McCollum Elijah Fox-Peck Skip Ferrera T. Thompson | SkipOnDaBeat                                                                                             | 2:50         |
| 3.                  | «On BS»                                         | Graham Abraham-Joseph Simon Gebrelul Ozan Yildirim Elias Sticken | Oz Elyas [a]                                                                                             | 4:21         |
| 4.                  | «Backoutsideboyz» (исполнено Дрейком)           | Graham McCollum Danny Snodgrass Jr. Dylan Cleary-Krell Rio Leyva | Lil Yachty Taz Taylor Dez Wright Leyva                                                                   | 2:32         |
| 5.                  | «Privileged Rappers»                            | Graham Abraham-Joseph McCollum Isaac Bynum Gent Memishi Noah Shebib Ronald Isley O'Kelly Isley Jr. Rudolph Isley Ernie Isley Marvin Isley Chris Jasper                                                                  | Lil Yachty Earl on the Beat Gent 40 [b]                                                                  | 2:40         |
| 6.                  | «Spin Bout You»                                 | Graham Abraham-Joseph Marquell Jones Shebib Tenaia Sanders Dwayne Armstrong | Banbwoi 40 [b]                                                                                           | 3:34         |
| 7.                  | «Hours in Silence»                              | Graham Abraham-Joseph Nyan Lieberthal C. McEvoy-Morie Shebib Noel Cadastre Ashanti Guerrero Paul Beauregard | Nyan MCEVOY 40 [a] Noel Cadastre [a] Daniel East [a]                                                     | 6:39         |
| 8.                  | «Treacherous Twins»                             | Graham Abraham-Joseph Cadastre Matthew Samuels Elgin Lumpkin Timothy Mosley Melvin Barcliff Thom Bell Linda Creed | Noël Oz Boi-1da [b]                                                                                      | 3:00         |
| 9.                  | «Circo Loco»                                    | Graham Abraham-Joseph McCollum Shebib Samuels Chambers Thomas Bangalter Guy-Manuel de Homem-Christo Anthony Moore | Boi-1da Tay Keith                                                                                        | 3:56         |
| 10.                 | «Pussy & Millions» (при участии Трэвиса Скотта) | Graham Abraham-Joseph Jacques Webster Irvin Whitlow Josiah Muhammad M. Jones McCollum Kevin Price Darryl McCorkell Julius Rivera Timothy McKibbins                                                                      | Lil Yachty Go Grizzly Cheeze Beatz Squat Beatz B100                                                      | 4:02         |
| 11.                 | «Broke Boys»                                    | Graham Abraham-Joseph Chambers Wesley Glass Rafael Brown A. Herrero | Tay Keith Wheezy Anthem [a] Jack Uriah [a]                                                               | 3:45         |
| 12.                 | «Middle of the Ocean» (исполнено Дрейком)       | Graham Yildirim Nik Frascona Cadastre Tim Friedrich Louis Leibfried Cameron Giles Joseph Jones II Ezekiel Giles LaRon James Kenneth Gamble Leon Huff                                                                    | Oz Nik D [a] Cadastre [a] Sucuki [a] LOOF [a] [b]                                                        | 5:56         |
| 13.                 | «Jumbotron Shit Poppin» (исполнено Дрейком)     | Graham Richard Ortiz Kevin Gomringer Tim Gomringer McCollum Jordan Ortiz Jeremiah Raisen Shebib Simon Gaudes Daniele Gagliardi Dilara                                                                                   | F1lthy Cubeatz [a] Lil Yachty [a] Oogie Mane [a] Sad Pony [a] 40 [b] Klimperboy [b] Danno [b] Dilara [b] | 2:17         |
| 14.                 | «More M's»                                      | Graham Abraham-Joseph Leland Wayne David Ruoff Elijah Klughammer | Metro Boomin David x Eli [a]                                                                             | 3:41         |
| 15.                 | «3AM on Glenwood» (исполнено 21 Savage)         | Abraham-Joseph Yildirim Shebib Peter Iskander | Oz 40 [a] Iskander [a]                                                                                   | 2:58         |
| 16.                 | «I Guess It's Fuck Me» (исполнено Дрейком)      | Graham Douglas Ford Shiv Barot Patrick Rosario | The Loud Pack                                                                                            | 4:23         |
| Общая длительность: | Общая длительность:                             | Общая длительность: | Общая длительность:                                                                                      | 60:33        |

Примечания
- ↑  сопродюсер
- ↑  дополнительный продюсер

## Чарты
| Чарт                                 | Высшая позиция |
| ------------------------------------ | -------------- |
| Австралия (ARIA)                     | 2              |
| Нидерланды (Album Top 100)           | 2              |
| Франция (SNEP)                       | 10             |
| Германия (Offizielle Top 100)        | 6              |
| Ирландия (Irish Albums Chart)        | 2              |
| Италия (FIMI)                        | 3              |
| Литва (AGATA)                        | 1              |
| Новая Зеландия (RMNZ)                | 2              |
| Норвегия (VG-lista)                  | 1              |
| Швеция (Sverigetopplistan)           | 2              |
| Великобритания (UK Albums Chart)     | 1              |
| Великобритания (UK R&B Albums Chart) | 4              |

| Чарт         | Высшая позиция |
| ------------ | -------------- |
| Мир (Genius) | 5              |